# Nimioglossa planicosta
Nimioglossa planicosta är en tvåvingeart som beskrevs av Henry J. Reinhard 1945. Nimioglossa planicosta ingår i släktet Nimioglossa och familjen parasitflugor. Inga underarter finns listade i Catalogue of Life.